# Mediolanum Capta Est
Mediolanum Capta Est este cel de-al treilea album live al formației Mayhem. Concertul a avut loc în clubul Rainbow Club din Milano, Italia în data de 2 noiembrie 1998.
Titlul înseamnă Milano este capturat în latină, dar este scris greșit. Forma corectă este Mediolanum Captum Est.

## Lista pieselor
- Piesele 1, 2, 5 și 10 sunt de pe Deathcrush
- Piesele 3, 6, 8 și 11 sunt de pe Wolf's Lair Abyss
- Piesele 4 și 12 sunt de pe Pure Fucking Armageddon
- Piesele 7 și 9 sunt de pe De Mysteriis Dom Sathanas

1. "Silvester Anfang" - 01:51
2. "Deathcrush" - 03:31
3. "Fall Of Seraphs" - 06:34
4. "Carnage" - 04:42
5. "Necrolust" - 03:47
6. "Ancient Skin" - 05:42
7. "Freezing Moon" - 06:50
8. "Symbols Of Bloodswords" - 04:52
9. "From The Dark Past"[2] - 05:12
10. "Chainsaw Gutsfuck" - 05:16
11. "I Am Thy Labyrinth" - 06:14
12. "Pure Fucking Armageddon" - 01:01

## Personal
- Maniac - vocal
- Blasphemer - chitară
- Necrobutcher - chitară bas
- Hellhammer - baterie